# Tullio Bozza
Tullio Bozza (n. 3 februarie 1891, Napoli, Italia – d. 13 februarie 1922, Napoli, Italia) a fost un scrimer ce a reprezentat Regatul Italiei (1861-1946), medaliat olimpic. A participat la o ediție a Jocurilor Olimpice (1920) în care a câștigat o medalie de aur.

## Participări
Lista de mai jos prezintă principalele competiții la care a participat Tullio Bozza de-a lungul carierei.
- fencing at the 1920 Summer Olympics – men's team épée[*]